# Willem Einthoven
Willem Einthoven (Semarang, 1860. május 21. – Leiden, 1927. szeptember 29.) holland orvos, fiziológus. 1924-ben elnyerte a fiziológiai Nobel-díjat „az elektrokardiogram mechanizmusának felfedezéséért”.

## Életpályája
Családja harmadik gyermekeként, 1860. május 21-én született Semarang városában, az akkor holland gyarmat Jáván. Apja az orvos Jacob Einthoven, anyja Louise de Vogel, a Holland Kelet-Indiák pénzügyi direktorának lánya volt. Apjának szefárd zsidó ősei a 15. században menekültek Hollandiába a spanyol inkvizíció elől. Amikor Willem hatéves volt, apja meghalt. Négy évvel később anyja mind a hat gyermekével visszaköltözött Hollandiába, s Utrechtben telepedtek le.
A középiskola befejezése után, 1878-ban apja nyomdokaiba lépve az Utrechti Egyetemen tanult orvostudományt. Már diákkorában is írt két figyelemfelkeltő tanulmányt a könyökízületről és a sztereoszkópiáról. Kiváló képességeit mutatja, hogy még azelőtt kinevezték A. Heynsius, a Leideni Egyetem élettanprofesszorának utódjául, mielőtt 1886 januárjában megkapta volna diplomáját. Egészen 1927-ig, élete végéig az egyetem tanára maradt.
Első fontosabb kutatási eredményét 1892-ben közölte a hörgők izmainak új módszerrel való vizsgálatáról és az asthma nervosumról. Érdeklődött az optika és a szem élettana, elektromos jelenségei iránt is.

## Az elektrokardiográf

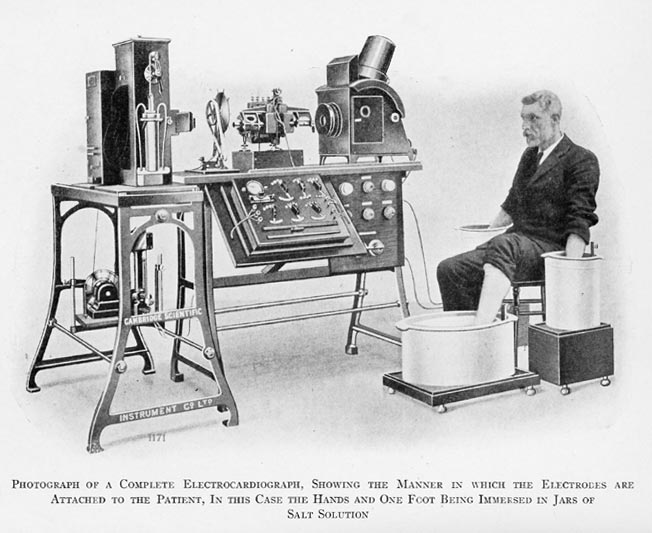
Korai EKG-készülék

Legfontosabb felfedezését akkor tette, amikor 1908-ban a szívzörejeket szerette volna minél pontosabban regisztrálni egy Lippman-elektrométer segítségével. Hogy tökéletesíthesse méréseit, kifejlesztett egy húros galvanométert, és alapos analízis alá vette az Augustus Waller által már korábban felfedezett elektrokardiogramot. A szív elektromos jelenségeit már előtte is képesek voltak mérni, de a pontos vizsgálatokhoz közvetlenül a szívre kellett helyezni az elektródákat. Műszerének tökéletesítése és továbbfejlesztése három évébe telt, de  amikor készen lett vele, készülékével nemcsak a szív elektromos aktivitását, hanem a test egyéb elektromos jelenségeit, a szemideg, a periferiális és szimpatikus idegeket is képes volt tanulmányozni. Einthoven elektrokardiográfja nagy előrelépést jelentett, de a mai fogalmak szerint meglehetősen kényelmetlen volt használni; a páciens lábát sóoldatba merítették és a 270 kilós készülék működtetéséhez öt személyre volt szükség. Mindenesetre Einthoven az elektrokardiográfiát hosszas munkával a klinikumban is használható diagnosztikus eszközzé tette, és ezért 1924-ben elnyerte az orvosi Nobel-díjat.
Eredményeit megpróbálta továbbfejleszteni az akusztika területén: 1923-ban megalkotta a húros fonográfot.

## Családja és személyisége
Lelkes híve volt a 19. század második felében kibontakozó testedzési mozgalomnak. Kollégáit is igyekezett bevonni ebbe a tevékenységébe, maga elnöke volt a torna- és vívóegyletnek, és egyik alapítója az utrechti evezősklubnak. Első, könyökízülettel foglalkozó munkáját is egy sportsérülése inspirálta.
1886-ban feleségül vette unokatestvérét, Frédérique Jeanne Louise de Vogelt. Négy gyermekük született, fiából, Willemből kiváló elektromérnök lett, aki továbbfejlesztette apja húros galvanométerét.
Willem Einthoven hosszas betegség után, 1927. szeptember 27-én gyomorrákban halt meg, Leidenben.